# Rock barrial
El rock barrial, también llamado rock cabeza o rock chabón, es una corriente dentro del rock argentino, nacida a fines de los años 1980, donde las letras de las bandas abordan frecuentemente temáticas relacionadas con las vivencias e intereses de la juventud de los suburbios obreros, utilizando generalmente una jerga callejera y teniendo en su público una presencia significativa de las clases sociales baja y media baja. Una nota periodística de 2016 intentó acercarse a una definición, describiéndolo como un estilo "que cruza sonido stone con estética ricotera y tics futboleros".
El calificativo de barrial nace de la prensa al relacionar la lírica más frecuente de dicho estilo con las costumbres de la juventud de los barrios bajos (aunque hay bandas que fueron catalogadas como parte del mismo estilo pese a que provienen de la clase media); el calificativo de chabón surge debido a que los integrantes de las bandas y los seguidores de las mismas solían ser jóvenes provenientes de barrios obreros (chabón significa "joven" en el lunfardo y, hasta la década de 1990, era una palabra usada mayormente en las clases bajas); mientras que la denominación de cabeza nace debido a la clase social baja de muchos de los integrantes de las bandas y sus seguidores (en la jerga local, la palabra "cabeza" deriva del término cabecita negra y, al igual que éste, es usada para referirse peyorativamente a las personas de clase social baja).
Algunas bandas de rock que son o fueron catalogadas en algún momento como parte de esta corriente son La Renga, Viejas Locas, Villanos, Sin Ley, Bersuit Vergarabat, Caballeros de la Quema, Don Osvaldo, Mancha de Rolando, Pier, Los Piojos, Vago, La 25, Jóvenes Pordioseros, Callejeros, Flema, Attaque 77, 2 Minutos, etc.
Los términos de rock barrial, cabeza o chabón suelen ser utilizados erróneamente como sinónimos de rock rolinga, término que también hace referencia a una corriente del rock and roll argentino, nacida en los años 1980, cuyas bandas buscan imitar musical y estéticamente a The Rolling Stones y dio origen a la tribu urbana de los rolingas. Pese a que la denominación de esta corriente tiene un origen anterior, fue catalogada como parte del rock barrial a partir de los años '90 ya que la mayoría de sus bandas abordaban las mismas temáticas, especialmente las que surgieron o publicaron sus primeros discos en esa década (las que ya habían publicado discos antes de mediados de los '90 -Ratones Paranoicos, Blues Motel, no las abordaban con tanta frecuencia ni tenían un origen social bajo, aunque igualmente pasaron a ser catalogadas de barriales desde mediados de esa década).
Mientras el rock rolinga intenta emular, directamente a los Rolling Stones con pocas variaciones locales, el rock barrial basa su estilo no sólo en esta fuente, sino también en otras formas “tradicionales” del rock’n’roll, especialmente aquellas que ya habían sido incorporadas al canon del rock nacional argentino entre los años ’70 y ’80. En este punto radica una de las principales diferencias con el contemporáneo “Nuevo Rock Argentino”: las bandas enroladas en esta última categoría intentaban, de distintas formas y en distintas proporciones, incorporar a su música los estilos musicales que se encontraban en boga en ese momento en el Hemisferio Norte (shoegaze, britpop, dream pop, distintos tipos de electrónica, ambient, trip hop, etc.). Las bandas de rock barrial rechazan de plano estas influencias concentrándose en un rock considerado más “puro” y al que le suman, también de distintas formas y en distintas proporciones, elementos de otras músicas populares (principalmente reggae, murga, candombe y tango; también algo de cumbia o folklore).
Consecuentemente con esta elección de influencias, el formato predominante es el de canción, con un marcado protagonismo de la voz líder. Así la instrumentación y los arreglos suelen ser más simples que los del género llamado "alternativo". Prácticamente no hay tracks instrumentales, e incluso en las canciones no son habituales los pasajes instrumentales cuya longitud exceda al puente entre dos estrofas cantadas.
En la parte vocal, por ende, se nota una impronta muy clara y que cabría atribuir como otra influencia del tango. A diferencia de la preocupación de los cantantes indies por incorporar sus voces como un instrumento más a su música, las bandas de rock barrial se caracterizan por una voz potente que sobresale en la mezcla, muy por encima de la música. Siempre es una voz masculina (prácticamente no hay mujeres que hayan tenido un rol protagónico en el rock barrial y sus voces suelen quedar relegadas a algunos coros) y, al igual que en el tango, suelen apartarse por momentos de la melodía de la canción para adoptar inflexiones propias del lenguaje coloquial, más cercanas al lenguaje hablado que al canto. También en estas inflexiones se suele exagerar el tono característico del porteño, que además encuentra su correlato en el lenguaje utilizado, con modismos del lunfardo y del lenguaje “de la calle”. Este estilo vocal fue desarrollado por cantantes como Andrés Ciro (de Los Piojos) e Iván Noble (de Los Caballeros de la Quema), y ya en el siglo XXI se convirtió en norma para todas las bandas barriales como Callejeros, Las Pastillas del Abuelo, La Mancha de Rolando, Gardelitos, La Beriso, etc.

## Historia

### Antecedentes y nacimiento
Pablo Semán, investigador del Conicet, publicó en 2005 "Vida, apogeo y tormentos del rock chabón", el intento teórico más serio para explicar la génesis del fenómeno en términos sociales. En él se profundiza en el cambio social vivido por la Argentina en la década del '90:el crecimiento de la pobreza en el país, la decadencia institucional y moral que experimentó el país durante el apogeo de la globalización y el crecimiento y popularización de la violencia en el fútbol que venía registrándose ya desde mediados de los años '80. Para Semán, resulta claro que hasta ese momento el "rock nacional" era, predominantemente, un fenómeno de clase media. "De esa fracción proceden los "grandes nombres", dice y ejemplifica: "Litto Nebbia (Los Gatos), Charly García (Sui Generis, La Máquina de hacer Pájaros, Seru Giran), Luis Alberto Spinetta (Almendra, Pescado Rabioso, Spinetta Jade), Gustavo Cerati (Soda Stereo), el “Indio Solari” (Patricio Rey y sus Redonditos de Ricota), Federico Moura (Virus) son algunas de las figuras-guías de la producción de rock en Argentina que pertenecen a diversas trayectorias típicas de las clases medias. Al mismo tiempo las clases medias han sido las que, históricamente, más público le aportaron a esos músicos y sus grupos desde los inicios del rock nacional hasta la actualidad. En los sectores populares, en la población de trabajadores manuales, y de empleos poco calificados como entre los desocupados la tradición roquera se hacía presente de forma infrecuente, formando ínsulas, sobre todo de oyentes de heavy metal, en un campo dominado por la música melódica, la cumbia, el chamamé y la "música folklórica en general"". El "rock barrial" nacería no como género musical sino como respuesta a la difusión de la cultura rock en una población de clase media empobrecida material y culturalmente y cuyas formas de pensamiento estaban más cercanas a las clases populares que, hasta ese momento, eran ajenas al rock.  
El primer síntoma de este cambio social se pone en evidencia en la notable  transformación del público de la principal banda de culto del rock argentino: Patricio Rey y sus Redonditos de Ricota. “Patricio Rey y los Redonditos de Ricota” citaba cifradamente a los héroes del rock junto con los próceres del anarquismo. Su canción “Todo preso es político” afirmaba, en sintonía con Bakunin, un grito desgarrado: “reos de la propiedad/todo preso es político” e interpelaba el anarquismo juvenil de las clases medias mientras ocasionaba revuelo en la cultura de izquierda que no se mostraba muy afín a la posibilidad de poner en un mismo plano a las víctimas de la dictadura que a los delincuentes comunes. Pero hacia fin de los años ochenta otro público comenzó a dominar entre el de “Patricio Rey”. Para este público esa canción era una reivindicación de la práctica de todo tipo de ilegalismos. En ese contexto varios observadores notaron que el público de “los redondos”, como los llamaban sus nuevos fans, fue recomponiéndose y mientras las jóvenes vanguardistas de clase media de la Capital Federal dejaban su lugar en recitales que se organizaban en los teatros del centro, ganaba espacio el público del gran Buenos Aires que comenzaba a llenar canchas de fútbol en las que cultivaban el fervor por su grupo preferido. El publico universitario mermaba y, en cambio, aumentaba el de los que habían tenido un pasaje propio o familiar por el mundo del delito y la penitenciaría". Este cambio más que evidente acompañó la fuerte masificación de la banda que pasó de los recitales en teatros y espacios underground al Luna Park en 1989 y desde allí a los grandes estadios. Las "misas ricoteras" como se llamaba a estas enormes congregaciones, se caracterizaban por la presencia de banderas, cánticos futboleros y hasta un discurso en el público que no se condecía con la música de la banda. El público hacía gala de un culto purista hacia el "rocanrol" (esta palabra se usaba como un fetiche o como contraseña entre los nuevos seguidores), algo que nunca practicaron los Redonditos de Ricota. Por eso quizás fue este caldo de cultivo el que dio lugar al próximo fenómeno masivo del rock argentino: el de La Renga, una banda que sí se anclaba en las formas más puras del rock and roll y abordaba temas más acordes al público de rock barrial. 
Banda nacida a fines de los ‘80s, La Renga había editado su primer álbum en 1991, de forma independiente y con escasa repercusión. Sin embargo, la misma dinámica de nacimiento de un público diferente para el rock de principios de los ‘90s es lo que llevó a su masificación. Como lo explica Semán, “Un ejemplo de lo que sucedía en ese contexto es el surgimiento, precedido por encuestas, de una radio de rock nacional dedicada a los segmentos populares. La empresa que la constituyó quiso averiguar cuál era la radio que faltaba en la población de bajos ingresos y conoció la demanda de una radio de rock en español que, según el público encuestado, debería basar su programación en un repertorio de 200 canciones que pocas personas de la clase media hubieran identificado con el rock o con lo mejor del rock. Ellas eran el acervo del rock que se venía escuchando en los sectores populares. Esa radio llegaría a ser la expresión de los jóvenes del gran Buenos Aires mientras la emisora que hasta ese entonces fue insignia del rock nacional (Rock and Pop) vería recortado su imperio, antes incuestionable, a los jóvenes de la Capital Federal y los núcleos urbanos del interior”. Una de las canciones más representativas de ese nuevo sentir roquero fue, sin dudas, “Blues de Bolivia”, del primer disco de La Renga, el que llegaba al público más joven por la fuerza de su estribillo que, quizás por primera vez, llamaba a las drogas por su nombre y se jactaba abiertamente de su consumo, al contrario de las complejas metáforas usadas por los Redonditos de Ricota y otras bandas históricas del rock nacional. 
Para 1993, cuando La Renga edita su segundo disco, A donde me lleva la vida..., la demanda por el mismo es tan grande que supera ampliamente las posibilidades de distribución de la banda, viéndose obligados a contratar con PolyGram, un sello discográfico grande que fue el primero en apostar por esta nueva forma de expresión dentro del rock argentino.
De esta manera, el intenso cambio económico y social vivido en Argentina a principios de los 90 como consecuencia del Plan de Convertibilidad, la mayor estabilidad económica en décadas y la apertura al mundo en virtud de la Globalización por entonces en boga, como también sus consecuencias secundarias en términos de desempleo, aumento de la marginalidad y familias de clase media descendiendo bajo la línea de pobreza, produjo transformaciones contradictorias en la producción y consumo de música popular. Por un lado, la mayor posibilidad real de acceder a discos y tecnologías importadas, propició toda una nueva camada de bandas de rock que buscaban sus influencias más allá de la tradición hasta entonces vigente en el “rock nacional”. 
Soda Stereo, la banda más influyente en todo Latinoamérica hasta ese momento ya venía haciendo ese proceso de asimilación de nuevas influencias desde mucho tiempo atrás, pero en 1992 lo lleva al extremo con Dynamo, un disco que trae a la Argentina los sonidos del shoegaze y otros géneros que por entonces eran considerados la vanguardia dentro del rock anglosajón. No sólo fue un disco disruptivo por su sonido sino que la banda lo presentó con seis recitales realizados en el Estadio Obras a fines de ese mismo año. Cada show contó con una banda nueva como invitados y así estuvieron de soporte Babasónicos, Juana La Loca, Martes Menta y Tía Newton. Fue el bautismo de fuego de la «movida sónica», que también integraban Los Brujos y Peligrosos Gorriones. A mediados de 1993, todas esas bandas viajaron a Córdoba, junto a dos históricos del underground de los 80s, como Todos Tus Muertos y Los Visitantes para participar del Festival “Nuevo Rock Argentino”, organizado por el empresario Héctor Emaides. El nombre del festival terminaría dando nombre a la movida que pronto se expandió, especialmente en Capital Federal, con el apoyo de medios y periodistas especializados como Pablo Schanton y la Revista “Ruido”. Fue a través de las ediciones en casete de “Ruido” que se fueron sumando a la movida propuestas más elaboradas y rompedoras en estilo, como Suárez y Resonantes.
Pero paralelamente a esa movida, en los escenarios del Gran Buenos Aires y del interior, se vivía un proceso opuesto. Los nuevos recitales masivos de Los Redondos, como los de La Renga, daban lugar a grandes concentraciones de un público de clases populares, identificado con banderas y cánticos futboleros y buscando vivir el recital más como una fiesta o como una manifestación de una “mística” del vivir en un barrio y ser de clase trabajadora. Como lo expresa Semán: "La actividad del público en el rock chabón es tanto o más importante que la que ofrecen las bandas. El protagonismo es dividido y desplazado por aparición de un nuevo actor en el espectáculo: los grupos de seguidores practican el “aguante” de la misma manera en que lo hacen las hinchadas de fútbol en relación con su equipo. Siguen a las bandas en sus viajes y en los festivales locales, presentando banderas, bengalas, vestimentas y coros en una contraescena que crea un piso mínimo de público y fervor para la actuación de la banda que está en el escenario".
En 1994, cuando La Renga da su primer recital en Obras, dejaron en el camarín un grafiti con la leyenda "El barrio llegó a Obras", demostrando que la misma banda veía ese día como el puntapié inicial de un nuevo movimiento, algo que hasta ese momento no existía en el rock argentino. Y de hecho, a partir de ese momento, las primeras bandas de rock barrial comenzarían una etapa de recitales en grandes estadios y con importantísima convocatoria. Fue en ese contexto que la crítica comenzó a hablar de la “futbolización del rock” y a catalogar a La Renga como “rock barrial”, una nueva categoría que al principio abarcaba también a bandas que compartían escenario con las del “Nuevo Rock Argentino”, como Los Piojos, Los Visitantes y Caballeros de la Quema. Fue este el núcleo inicial que desarrolló la tendencia de pensar el universo del rock en relación directa con la vida cotidiana en los barrios populares del Gran Buenos Aires o de los barrios de clase media baja de la Capital. No obstante, estando estas bandas enraizadas en el under de los 80s, todas ellas tenían un desarrollo musical y lírico de una riqueza muy superior a las bandas que les seguirían, es decir a las bandas de rock barrial de segunda camada. 
En 1994 se da el hecho que la prensa considera como hito fundacional del rock barrial: la publicación del disco Valentín Alsina, de 2 Minutos, que fue el primero en centrarse en la temática callejera (si bien anteriormente ya existían canciones referidas a los mismos temas, no había antecedentes de que un disco entero se centrara en ellos, aunque algunos de otras bandas de punk rock como Sin Ley y Attaque 77 se acercaban mucho a ello), sumado a la jerga juvenil y callejera utilizada por la banda y la fuerte impronta de la misma por marcar su orgullo por su identificación con su lugar de origen, Valentín Alsina. El disco entero se refiere a peleas callejeras, alcohol, fútbol y violencia hacia la policía y la burguesía.
Al año siguiente publicó su primer disco Viejas Locas, el cual contenía una temática principalmente referida al sexo, las drogas y el alcohol, lo que hizo crecer al rock rolinga enormemente en las clases bajas pero también contribuyó al crecimiento del rock barrial, debido a las temáticas de las canciones de la banda y al origen proletario de sus integrantes y de gran parte del público. También en ese año se formaría Los Gardelitos, banda cuyos recitales al principio se realizaban usualmente de manera gratuita o con precios bajos en suburbios obreros, villas de emergencia e incluso cárceles (muchas veces con fines benéficos).
En 1996, Los Piojos editan su tercer disco, 3er Arco, y el rock barrial se consolida como el sonido dominante a nivel comercial. En el verano del 97, Los Piojos fueron indudablemente el grupo de moda con los hits El Farolito y Verano del '92, liderando todos los rankings radiales. En julio de 1997 dos conciertos a sala llena convocaron a más de 10.000 personas en el microestadio del Rácing Club de Avellaneda, convirtiéndolos en una banda de multitudes, mucho más allá de sus inicios en el under.
En los años siguientes, la mayoría de las bandas de rock barrial que surgirían (como La 25, en 1996) o publicarían sus primeros discos (Jóvenes Pordioseros), serían parte del rock rolinga, tendencia que continuó hasta mediados de la década del 2000, por lo que se confundieron ambos conceptos, y de esta manera se relacionó toda la corriente barrial del rock and roll argentino como parte de la subcultura rolinga, cuando en realidad es exactamente al revés. Esto hizo que bandas como Los Gardelitos, Callejeros, La Beriso y muchas otras del circuito underground, fuesen catalogadas como rolingas, cuando, si bien tenían influencia de The Rolling Stones, no buscaban imitarla como hacían las bandas pertenecientes al rock rolinga. Sin embargo, sí poseían una mayoría de seguidores rolingas, la tribu urbana más ligada al rock barrial. En 1998, en el marco del programa radial "Day Tripper" que hacía Juan Di Natale en Rock & Pop, nace el segmento "El Bombardeo del Demo", conducido por Marcelo Torabe Martínez con el fin de difundir demos enviados por bandas emergentes. Según recordaría años más tarde Torabe, "Cuando empezó El bombardeo, el 90% de los grupos eran copias de La Renga, Los Piojos o Viejas Locas. El rock barrial es producto del contexto social de ese momento, de la crisis y de esa cosa de llevar al rock la pasión futbolera".
La disolución de los Redonditos de Ricota, en 2002, motivó el crecimiento de distintas bandas barriales que intentaban imitar el sonido o ciertos recursos líricos de esta banda, aunque con un nivel de desarrollo muchísimo más básico. Pier y Callejeros son dos de las bandas que más éxito tuvieron en captar a las generaciones más jóvenes del público "ricotero".

### Decadencia
Las causas de la decadencia del rock barrial son varias: la aparición de otros géneros musicales que acapararon la atención masiva (como la cumbia villera y el pop electrónico), pero sobre todo el trágico incendio del boliche República Cromañón durante un recital de Callejeros, en momentos en que la banda atravesaba un intenso crecimiento en su convocatoria, lo que la había convertido en los últimos meses en una de las bandas más reconocibles y representativas del rock barrial. Habían llegado a tener dos fechas en Obras en el mes de junio y, pocos días antes de Cromañón habían tocado para 15.000 personas en el estadio de Excursionistas. Callejeros se promocionaba, en flyers, como "la banda más explosiva" por la cantidad de pirotecnia que usaba su público, algo usual en todos los recitales de rock barrial, aunque tuvieran lugar en espacios cerrados. De hecho, otra importante banda de rock barrial, La 25, tocó en Cromagnon cinco días antes de la tragedia, y también sufrió un principio de incendio que pudo ser sofocado a tiempo.
La Tragedia de Cromañón acontecida en 2004 provocó que la ciudad de Buenos Aires clausurara varios locales o pubs donde tocaban bandas, mientras que los festivales quitaron de sus grillas a las bandas del género. Esto provocó que algunos grupos se separaran, dejaran de tocar por un tiempo o algunos intentaron seguir realizando sus conciertos en el cordón del gran Buenos Aires cerca de la capital. Claramente el género que tuvo gran repercusión en los años 90 tuvo grandes bajas para mediados de la década del 2000.
Para mediados de la década de 2010, o casi una década después de la tragedia, bandas propias del género como Guasones y Los Gardelitos resurgieron con un público masivo. En el caso de la última, llegaron en mayo de 2010 por primera vez al Luna Park, mientras que La 25 reunió a 25.000 personas en Tecnópolis. Fue el surgimiento de otras bandas como Las Pastillas del Abuelo, Don Osvaldo (con dos miembros de la disuelta Callejeros), La Mancha de Rolando, El Bordo y La Beriso (aunque estas tres últimas, con una carrera apoyada en un sello multinacional, Sony Music -sea directamente o a través de su subsidiaria Pop Art Discos-, algo diferente a los orígenes del género), lo que dio pie a hablar del resurgimiento del género. En el mismo contexto, la continuidad en la vigencia de La Renga y de los proyectos solistas del Indio Solari (con Los Fundamentalistas del Aire Acondicionado) y de Andrés Ciro (con Los Persas), le dio nuevas alas a los recitales multitudinarios en estadios con banderas y ritual futbolero que marca una continuidad con el rock barrial, aunque sus protagonistas en general tiendan a rehuir la etiqueta.

## Críticas

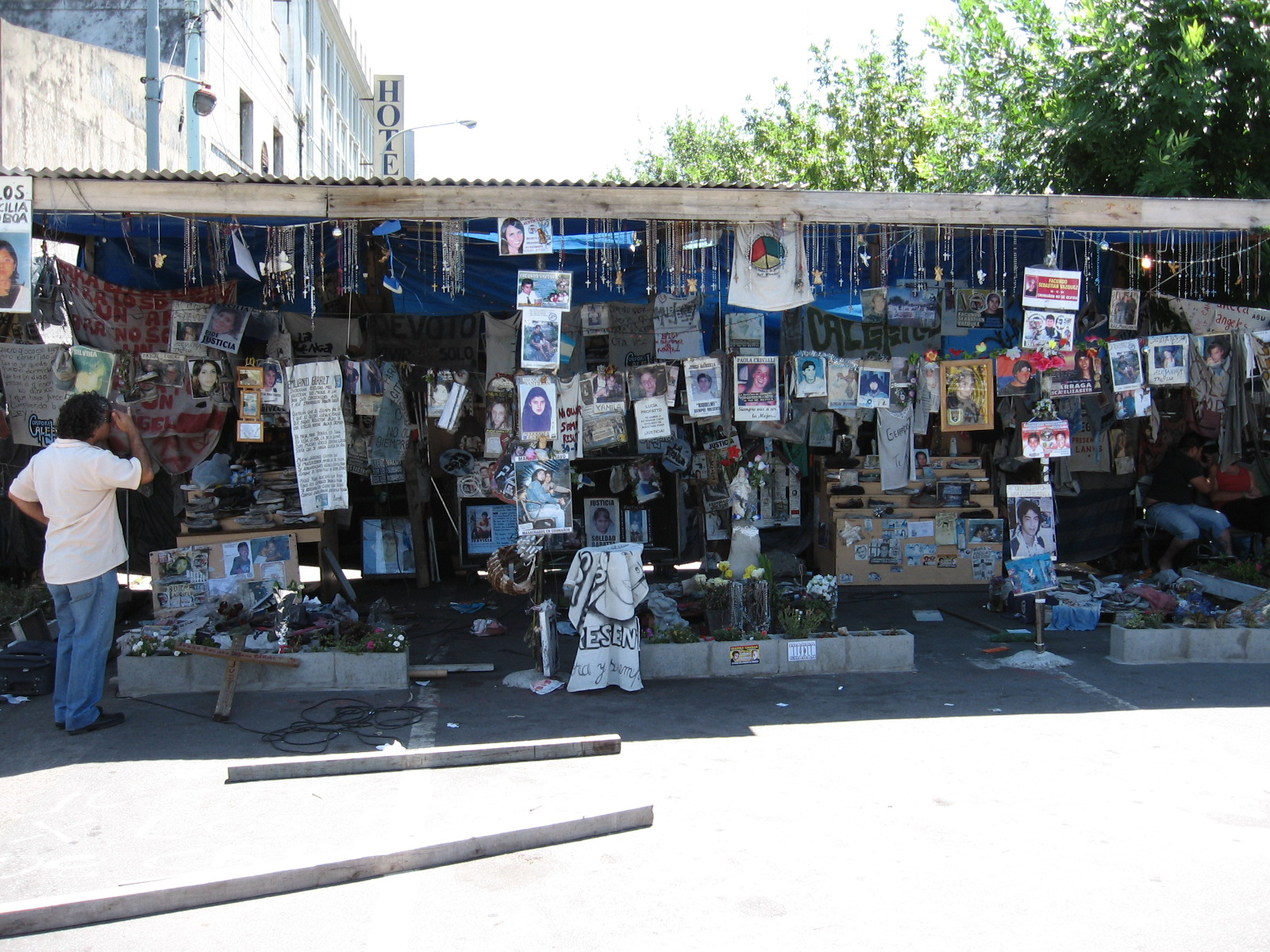
Santuario levantado a metros de República Cromagnon luego de la tragedia de 2004.

El rock barrial, si bien gozó de un éxito rotundo, ya desde sus inicios fue criticado por un gran sector de la sociedad y de los músicos de la época. Hubo críticas para la cultura chabón en general (la cual se consolidó en la década de 1990 y conlleva el consumo de bebidas alcohólicas y drogas, la fuerte identificación con sus barrios de origen, el acostumbramiento a la violencia y el odio hacia la policía y la burguesía) y sobre la llamada cultura del aguante (originada en los '80 en las hinchadas argentinas de fútbol -en particular las barras bravas- y por lo tanto asimiladas por el rock barrial y, en parte, por la cumbia villera), la cual consiste en que el público que asiste a los recitales tenga comportamientos similares a los de las hinchadas de fútbol en los estadios, como por ejemplo realizar cánticos (en el caso del rock barrial en alusión a la banda), llevar banderas identificatorias (de sus barrios, ciudades, provincias, etc. o de los nombres o apodos de los propios dueños de las banderas), tirar pirotecnia (esto fue lo que desencadenó la tragedia de la discoteca República Cromañón) y, ya sea en recitales o en la vida diaria, estar siempre dispuesto a combatir o provocar a la policía o guardias de seguridad, lo que implica tener aguante (fortaleza, resistencia). Cabe destacar que muchas veces éste comportamiento derivaba en tomar como rivales o enemigos a otras bandas y su público, lo cual muchas veces provocaba encuentros violentos entre los seguidores de ellas, donde justamente siempre se intenta demostrar tener más aguante que el rival, comportamiento propio de los hinchas de fútbol que se enfrentan por ser de distintos clubes.
Con respecto a la cultura del aguante, la prensa especializada advirtió sobre el empobrecimiento en el lenguaje que el rock barrial conllevaba, y su carencia creativa y necesidad de hablar repetitivamente de temas que sus intérpretes creen prohibidos, pero que en realidad ya hace mucho tiempo que son moneda corriente en las canciones de rock y son ampliamente conocidos y aceptados por el público (Una interesante sátira de esta situación la hacía el comediante televisivo Diego Capusotto cuando escenificaba la publicidad de un libro para "pasar a ser parte de esa elite de catorce millones de personas que entienden las alusiones veladas a la marihuana)". Claudio Díaz, autor de "Libro de viajes y extravíos: un recorrido por el rock argentino (1965-1985)", opinó que la música era cada vez más "tonta", que el aplanamiento del rock era parte de un "fenómeno general de empobrecimiento" relacionado con un cambio en las "coordenadas culturales" del rock y de la sociedad en general. Según sus propias palabras, "el rock de los '70 hasta los '80 estaba fuertemente anclado en lecturas literarias, poéticas y filosóficas, de una impronta muy vinculada a las vanguardias. Eso ahora no está. El mundo de referencias culturales, desde que se impone como dominante eso que se llama el rock chabón, es el barrio, el fútbol, la cerveza.".
En su libro "El rock perdido", el periodista especializado en rock, Sergio Marchi, sostuvo que con Patricio Rey y sus Redonditos de Ricota, los referentes del rock nacional, se habían vuelto estereotipados: o bien criticaban la televisión y la farándula, o bien ensalzaban la vida cotidiana de los barrios, la tribuna y la calle, caso de bandas como La Renga o Los Piojos, que (según él) transformaron así a figuras como Fito Páez o Gustavo Cerati en "dinosaurios" o directamente en enemigos. Más adelante (luego de la tragedia de la discoteca República Cromañón) Sergio Marchi criticó al rock barrial, entre otras cosas, por su falsedad, diciendo que sus intérpretes escondían su falta de talento diciendo que tocaban mal porque eran auténticos, que ellos creen que no saber tocar es un mérito, que creen que si saben tres "tonos", pueden armar una banda (según él, eso era el "punk mal entendido"), que según la "filosofía del género": "Si no te tomás una cerveza en la esquina sos un careta, que el rock no nació para encarcelar sino para dar más libertad; aunque aclarando que "no la libertad de ir con una bengala prendida y tirarla en un lugar cerrado, sino la libertad de poder imaginarte un mundo distinto y poder generar arte a partir de esa idea".
El periodista y músico Gustavo Álvarez Núñez tiene una opinión más definitiva: "La crisis de hoy en día no es otra cosa que comodidad burguesa (‘si total a los pibes no les importa nada’) e incomodidad gerontocrática (‘el tiempo pasa y nos vamos poniendo viejos’)", apelando a Sigmund Freud para explicarlo: "El rock vive la pulsión de muerte como pocos estadios del arte, y como ciertos artistas se ven alejados de ese caudal de energía y sin sentido que es la juventud, terminan a la merced de una necesidad que los sobrepasa y angustia. Y para no perder el carro, ‘descarrilan’ haciéndose los ‘pendex’; ahí está la mirada irónica de los Decadentes en «Pendeviejo». El sociólogo Pablo Semán dijo que "El rock chabón es pobre, como la Argentina decadente".
Luis Alberto Spinetta argumentó que no le interesaba la corriente y que rescataba unos pocos músicos. Gustavo Cerati criticó al rock chabón diciendo que los argentinos "habíamos estado exportando un producto netamente nuestro". Fito Páez dijo crudamente que el rock chabón "Tiene 194 muertos ahí por no revisar lo que hace y por todo lo que genera el manifiesto del barrio argentino; y por ser del palo y pensar la argentinidad desde la birome", que "Para esa gente, si te ponés a estudiar música sos puto o jazzero y, entonces, no sos del palo”., y que "un pueblo que se funda en la ignorancia genera tragedias, y esta cosa tribal argentina es terrible y es asesina porque te deja en la ignorancia".
Los hermanos Fernando y Gabriel Ruiz Díaz, de Catupecu Machu argumentaron que era un género demagógico, que apelaba a letras que hablasen de drogas y vicios para vender, y que era hipócrita por el hecho de querer copiar a The Rolling Stones pero no comportarse como sus integrantes. Por su parte, Abril Sosa de Cuentos Borgeanos, dijo que el rock barrial es nefasto.
El periodista Omar Vallejos describió la escena del rock argentino de principios del siglo XXI con estas palabras: "lo que sí se saturó en Argentina fue cierta cultura del “aguante”: entrar a un recital para ver “la fiesta” que se iba a vivir abajo del escenario, enfrentar las bengalas que pasaban cerca de cualquier cabeza, lidiar con la falta de aire que se podía llegar a sentir por la sobreventa del show o aguantar “heroicamente” los golpes que podía dar la policía eran sólo algunas de las consignas de un repertorio que, llegado desde la cultura del fútbol, le daban una épica particular al rock. Por momentos, parecía que el espectáculo tenía más importancia que la música. El consecuente remate de esta idiosincrasia fue la masacre de Cromañón".
Los miembros de la banda de punk rock Marzo del '76, han criticado la actitud cabeza de su propio público en el sentido de que, cuando tocan, algunos seguidores se emborrachaban y peleaban en lugar de interiorizarse con las ideas de la banda y escuchar la música. Nuevamente, el término "punk chabón" aparecería en 2006, con motivo de la salida del disco Yo estuve ahí, nosotros también de Bulldog, el suplemento "No" del diario Página 12 calificó de esta forma la actitud de dicha banda en el arte del disco porque "implicaba un exceso de protagonismo popular, de cancha".
La influencia del rock barrial en la cumbia dio nacimiento a la cumbia villera, la cual recibió agresivas críticas de la opinión pública y los medios de comunicación debido a su lírica muchas veces cargada de referencias a la violencia, la delincuencia, el alcohol, las drogas y el sexo explícito. En cuanto al reggae, el cantante de Los Cafres, Guillermo Bonetto, opinó en la revista Rolling Stone de septiembre de 2008 que "la escena de reggae estaba dominada por la pose del reggae chabón, de la boludez del fasito y la remera de Marley". El término "reggae chabón" fue nombrado y criticado algunas veces más.